# Margrit Rainer
Margrit Rainer (* 9. Februar 1914 in Zürich; † 10. Februar 1982 ebenda; gebürtig Margrit Rosa Sandmeier) war eine Schweizer Schauspielerin und Kabarettistin. Neben ihrem langjährigen Bühnen- und Filmpartner Ruedi Walter, gehörte sie zusammen mit Emil Hegetschweiler, Heinrich Gretler, Alfred Rasser, Schaggi Streuli und Max Haufler zu den grossen Volksschauspielern der Schweiz.

## Leben
Margrit Rainer wollte Zirkusartistin werden, machte aber auf Wunsch der Eltern eine Ausbildung als Fotolaborantin. Mit ihrem Mann Fritz Pfister wanderte sie Anfang der 1930er Jahre nach Ibiza aus, wo sie eine wenig erfolgreiche Hühnerfarm betrieb. Nach ihrer Rückkehr in die Schweiz wurde sie 20-jährig Mitglied des Cabaret Cornichon, dem sie bis 1959 angehörte. Sie trat auch an anderen Kleinkunstbühnen auf wie Resslirytti, Bäretatze und Nebelhorn. 1959 wechselte sie zum Theater am Hechtplatz.
Ihr häufigster Theater- und Filmpartner war Ruedi Walter. Sie spielte nicht nur in Filmen, sondern auch in zahlreichen Theaterstücken und Musicals wichtige Rollen, so z. B. in Guet Nacht Frau Seeholzer, Holiday in Switzerland, Bibi Balù und Die kleine Niederdorfoper.
Die Chansons, die sie (vor allem in den Musicals) sang, haben Schweizer Musik- und Chansongeschichte geschrieben: Helvetia im Himmel (1962), Ja d’Liebi macht eim riich (1975), Mis Chind (1968/1978), Quand on n’a pas ce qu’on aime (1952). Auch mit Ruedi Walter zusammen hat sie etliche Musikaufnahmen eingespielt.
Margrit Rainer trat beim Film anfangs unter dem Familiennamen ihres ersten Ehemanns, des Schauspielers Fritz Pfister, auf. Ihr letzter und langjähriger Lebenspartner war ihr Schauspielerkollege Inigo Gallo.

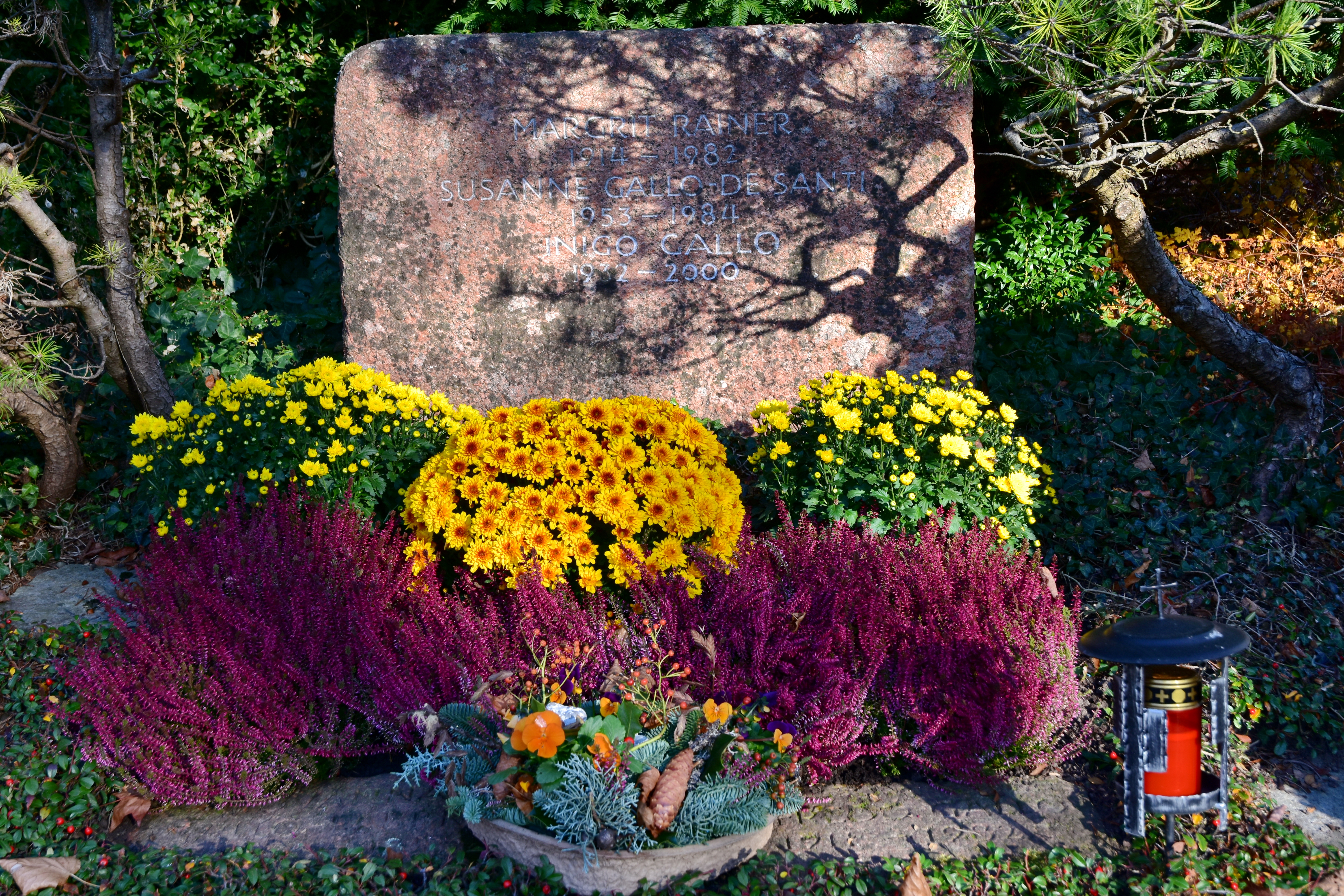
Grabstätte von Margrit Rainer, Inigo Gallo und Susanne Gallo-De Santi auf dem Friedhof Enzenbühl, Zürich

Rainer starb an den Folgen einer missglückten Operation und wurde auf dem Friedhof Enzenbühl in Zürich beigesetzt (FG 81272). Im gleichen Grab wurden später auch ihr langjähriger Lebenspartner Inigo Gallo sowie dessen zweite Ehefrau bestattet.

## Filmografie (Auswahl)
- 1935: Zyt ischt Gält (Werbefilm)
- 1938: Zürich baut (Tiefbauamt Stadt Zürich)
- 1941: De Hotelportier
- 1951: Wahrheit oder Schwindel?
- 1952: Palast Hotel (Palace Hotel)
- 1952: Ein Lied vom Reisen (Werbekurzfilm)
- 1952: Heidi
- 1954: Ein froher Tag (Werbekurzfilm)
- 1955: Heidi und Peter
- 1955: Polizischt Wäckerli
- 1956: In allen Gassen wohnt das Glück (Oberstadtgass)
- 1957: Spalebärg 77 A (Werbekurzfilm)
- 1957: Die Angst vor der Gewalt (Der 10. Mai)
- 1957: Glück mues me ha
- 1958: Eine Rheinfahrt, die ist lustig (Zum goldenen Ochsen)
- 1958: Die Käserei in der Vehfreude
- 1959: Hinter den sieben Gleisen
- 1960: Anne Bäbi Jowäger – 1. Teil: Wie Jakobli zu einer Frau kommt
- 1960: An heiligen Wassern
- 1961: Anne Bäbi Jowäger – 2. Teil: Jakobli und Meyeli
- 1961: Demokrat Läppli
- 1962: Der 42. Himmel
- 1964: Menschen der Berge (Geld und Geist)
- 1966: Polizischt Wäckerli in Gefahr
- 1968: Sommersprossen
- 1968: Die sechs Kummerbuben
- 1970: Pfarrer Iseli
- 1971: Der Kapitän
- 1980: Der Erfinder

## Theaterstücke
- 1950: Ganz unverbindlich
- 1950: Schöni Luftballönli
- 1952, 1978: Die kleine Niederdorfoper, Uraufführung: 31. Dezember 1951 Schauspielhaus Zürich
- 1954: Himmelbett
- 1954, 1966, 1981: Der schwarze Hecht, Die Köchin Kattri, Schauspielhaus Zürich (O mein Papa ging um die Welt)
- 1962: Zürcher Ballade, Theater am Hechtplatz Zürich
- 1963: Spalebärg 77a, Stadttheater Basel
- 1963: Gerettet, Stadttheater Basel
- 1964: Bibi Balù
- 1964: Und gäll, wie gseit
- 1967: Golden Girl, Theater am Hechtplatz Zürich
- 1969: Guet Nacht Frau Seeholzer, Bernhard-Theater Zürich
- 1974: My Frau – der Chef
- 1979: Potz Millione
- 1979: D’Muetter wott nur s’Bescht, die Anni Wiesner (Schweizer Fassung von «Das Fenster zum Flur» mit Inge Meysel 1960)

## Fernsehen
- 1967: Bibi-Balù (Theateraufzeichnung)
- 1968: Die sechs Kummerbuben (Fernsehserie, 13 Folgen)
- 1973: Ein Fall für Männdli (Fernsehserie, 13 Folgen)
- 1974: My Frau – der Chef (Theateraufzeichnung)
- 1976: Hurra, e Bueb! (Theateraufzeichnung)
- 1978: Die kleine Niederdorfoper (Theateraufzeichnung)
- 1979: D’Muetter wott nur s'Bescht (Theateraufzeichnung)
- 1981: Potz Millione (Theateraufzeichnung)

## Hörspiele
- 1955–1965: Spalebärg 77 A – bis Ehrsams zem schwarze Kaffi
- 1955–1956: Oberstadtgasse
- Polizischt Wäckerli
- Anneli – Erlebnisse eines kleinen Landmädchens
- 1969: Helvetiastrasse 17 – Pfarrer Iselis erster Fall
- 1970: Pfarrer Iseli – Sein zweiter Fall
- S brav Tüüfeli (Kindermusical)
- 1970: Jim Knopf und Lukas der Lokomotivführer (Kindermusical)
- 1972: Hans im Glück – oder die Reise nach Pitschiwaya
- 1976: Heidi
- 1976: Die Zauberorgel (Kindermusical)

## Auszeichnungen (Auswahl)
- 1958: Filmpreis der Stadt Zürich,
- 1978: Prix Walo.

## Würdigung

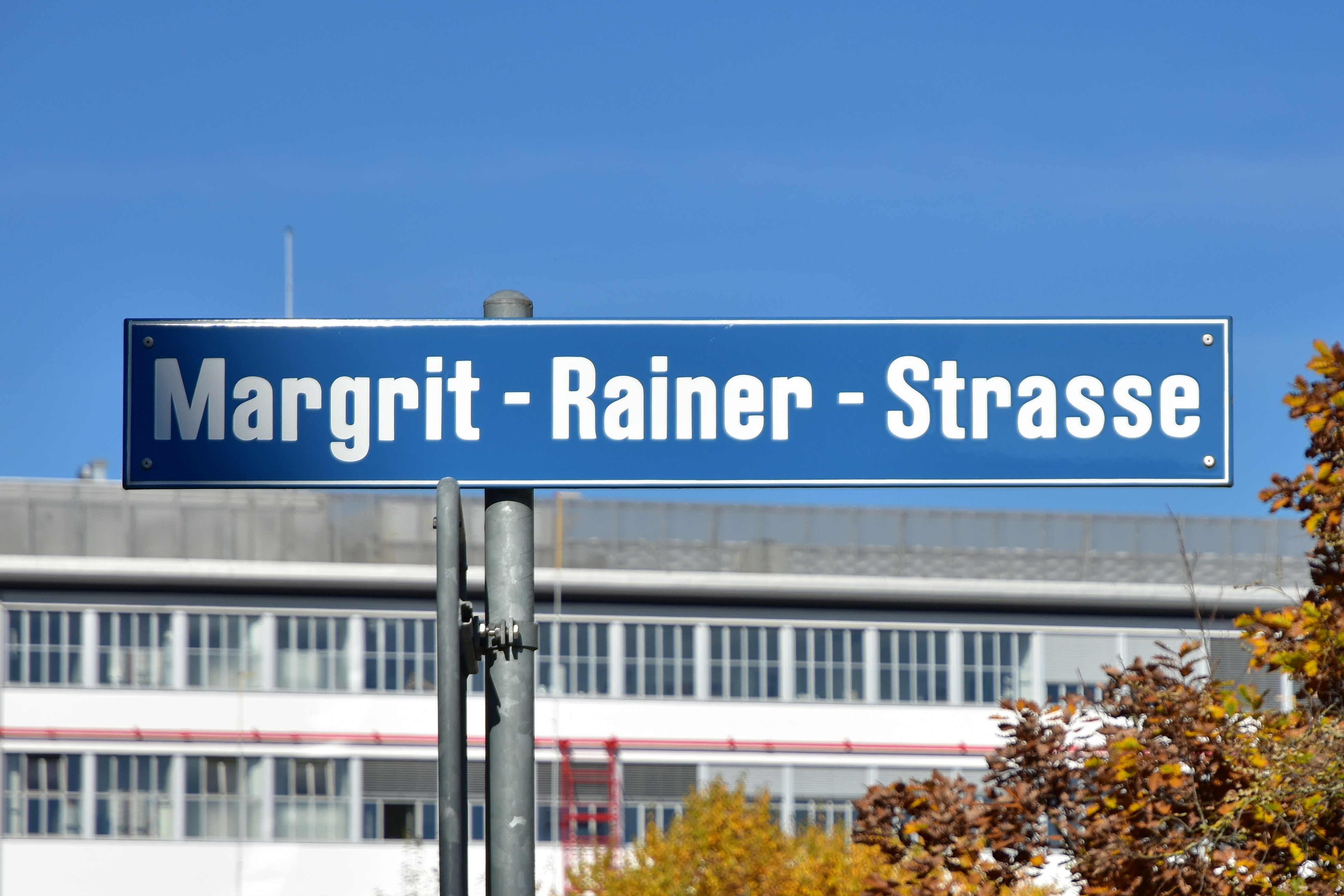
Margrit-Rainer-Strasse in Zürich-Oerlikon

In Zürich-Oerlikon ist eine Strasse nach ihr benannt.